# Дідушицькі

Дідушицькі (Дзєдушицькі, пол. Dzieduszyccy) герба Сас — давній боярський, потім руський шляхетський рід Королівства Польського, одна з ліній якого в 1776 році отримала титул графів Священної Римської імперії. Івашко згаданий у грамоті князя Федора Любартовича від 6 січня 1411 року, виданій у Жидачеві стосовно села Облазниця. У документах 1479 р. Яцько — дідич села Дідушичі.
Родинні корені Дідушицьких походять від руських бояр Дідушичів, які оселилися на Стрийщині у XV ст. Сьогодні біля Стрия є два села — Великі Дідушичі та Малі Дідушичі, які несуть пам'ять про своїх засновників.
Багато представників роду були хрещені, вінчані, поховані в костелах у Соколові, Жукові.
Після Другої світової війни Дідушицькі втратили всі свої маєтки в Україні та Польщі. 1907 р. Дідушицькі організували родовий союз, який існує в Польщі донині. Нащадки роду Дідушицьких живуть тепер переважно у Польщі, а також у Франції, Іспанії, Англії, Україні, Бразилії, США, Канаді.
У сучасній Польщі не існує популярнішого прізвища, ніж Дідушицький. Це ім'я символізує аристократичний маєстат нації, а перший наклад генеалогічної монографії професора Краківської педагогічної академії Казімежа Карольчака «Dzieduszyccy. Dzieje rodu. Linia poturzycko-zarzecka» («Дідушицькі. Історія роду. Лінія потурицько-заріцька») — розійшовся впродовж року й отримав нагороду Міністерства освіти Польщі як найкраща праця в галузі генеалогії 2001 року.

## Відомі представники

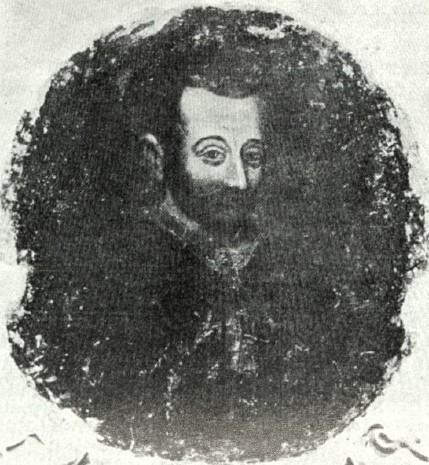
Юрій-Станіслав Дідушицький (1670—1730)
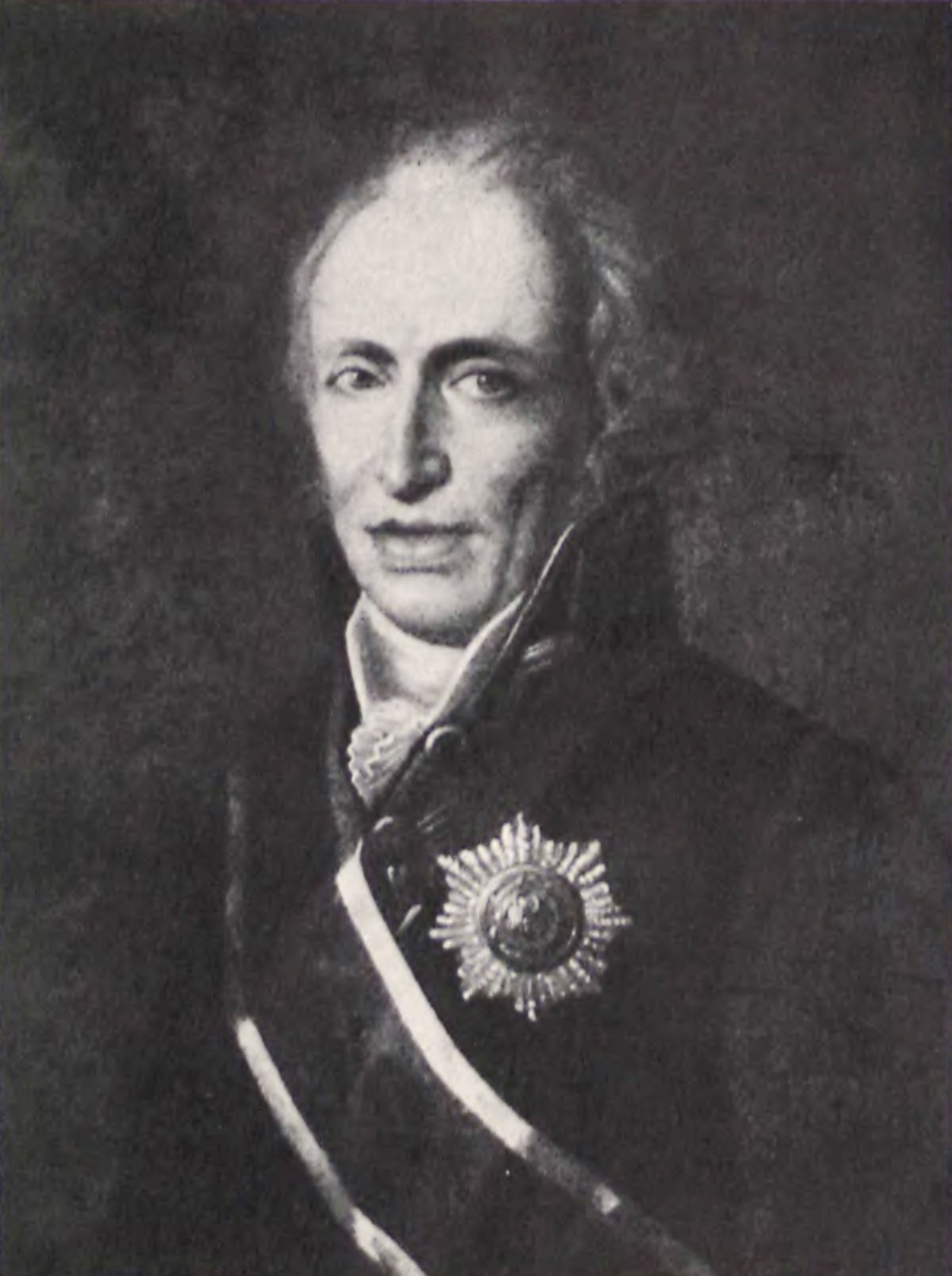
Валеріан Вікторин Дідушицький[pl] (1754—1832)
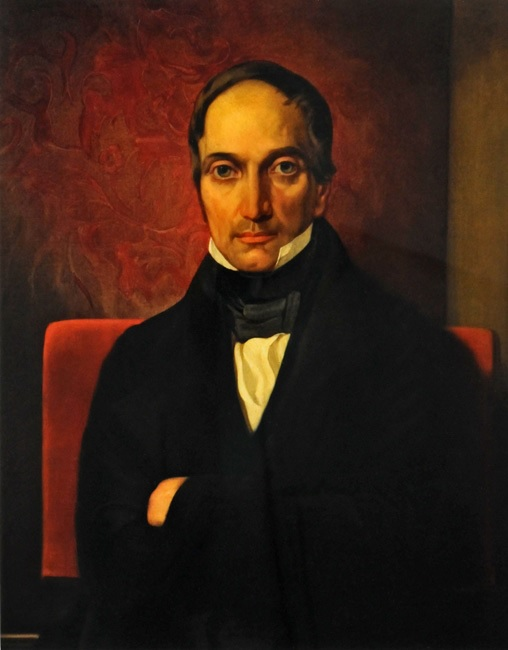
Юзеф Каласантій Дідушицький (1776—1847)
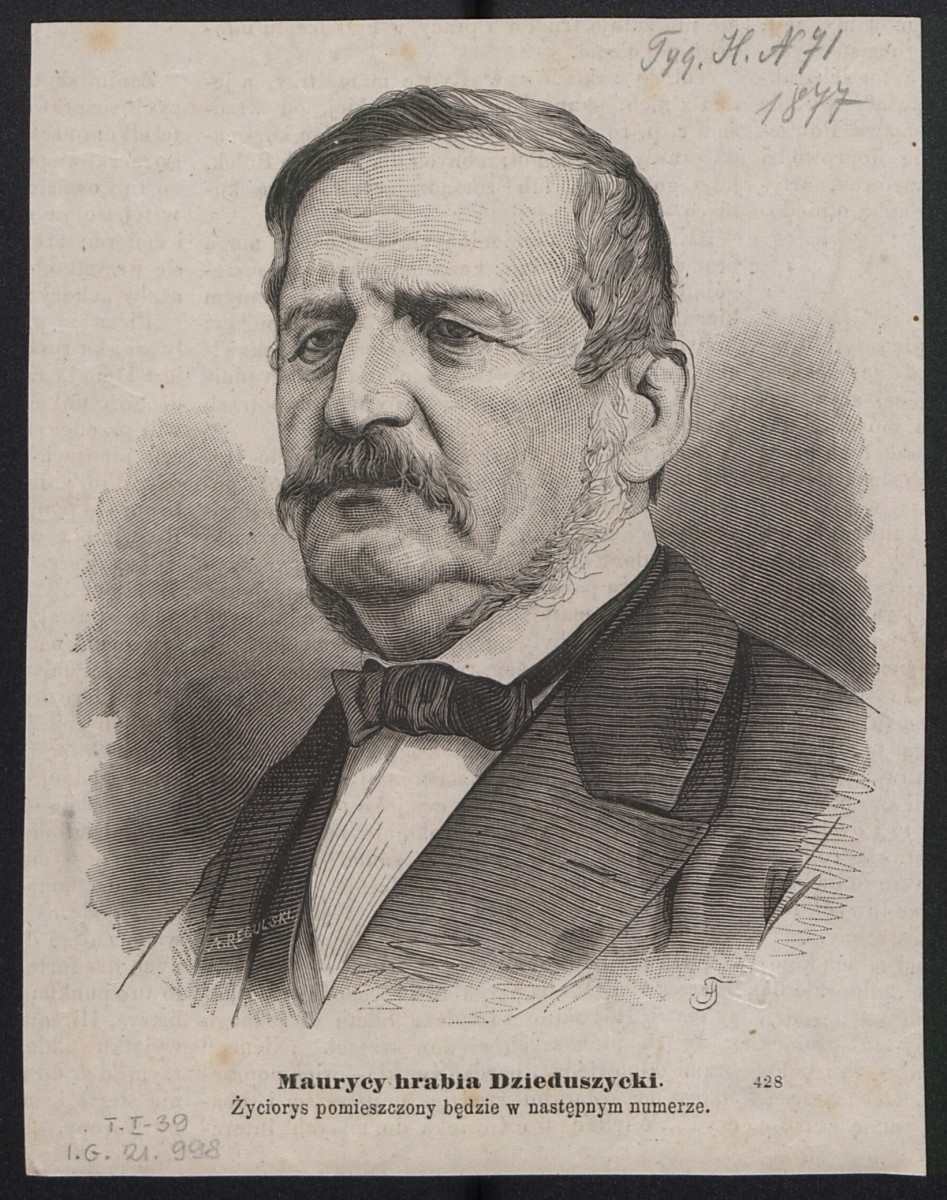
Маврицій Дідушицький (1813—1877)
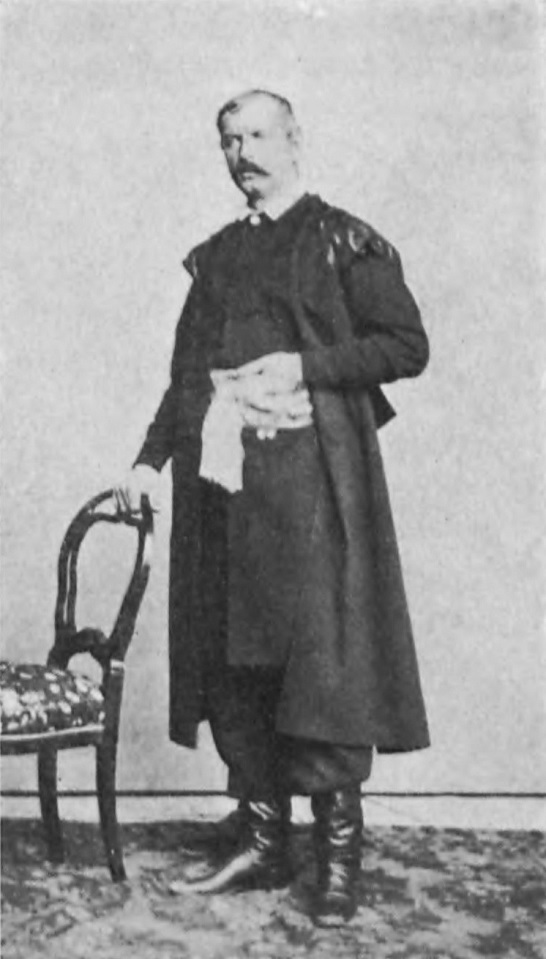
Олександр Станіслав Дідушицький[pl] (1813—1879)
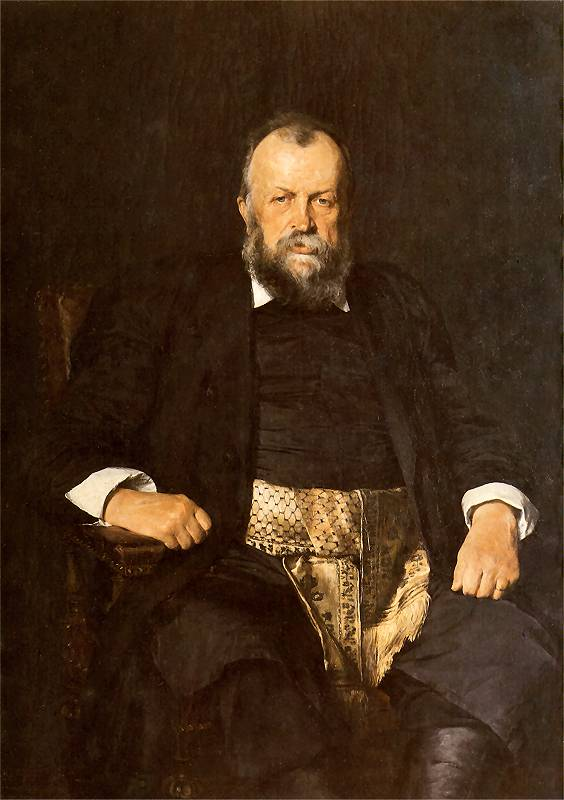
Володимир Дідушицький (1825—1899)
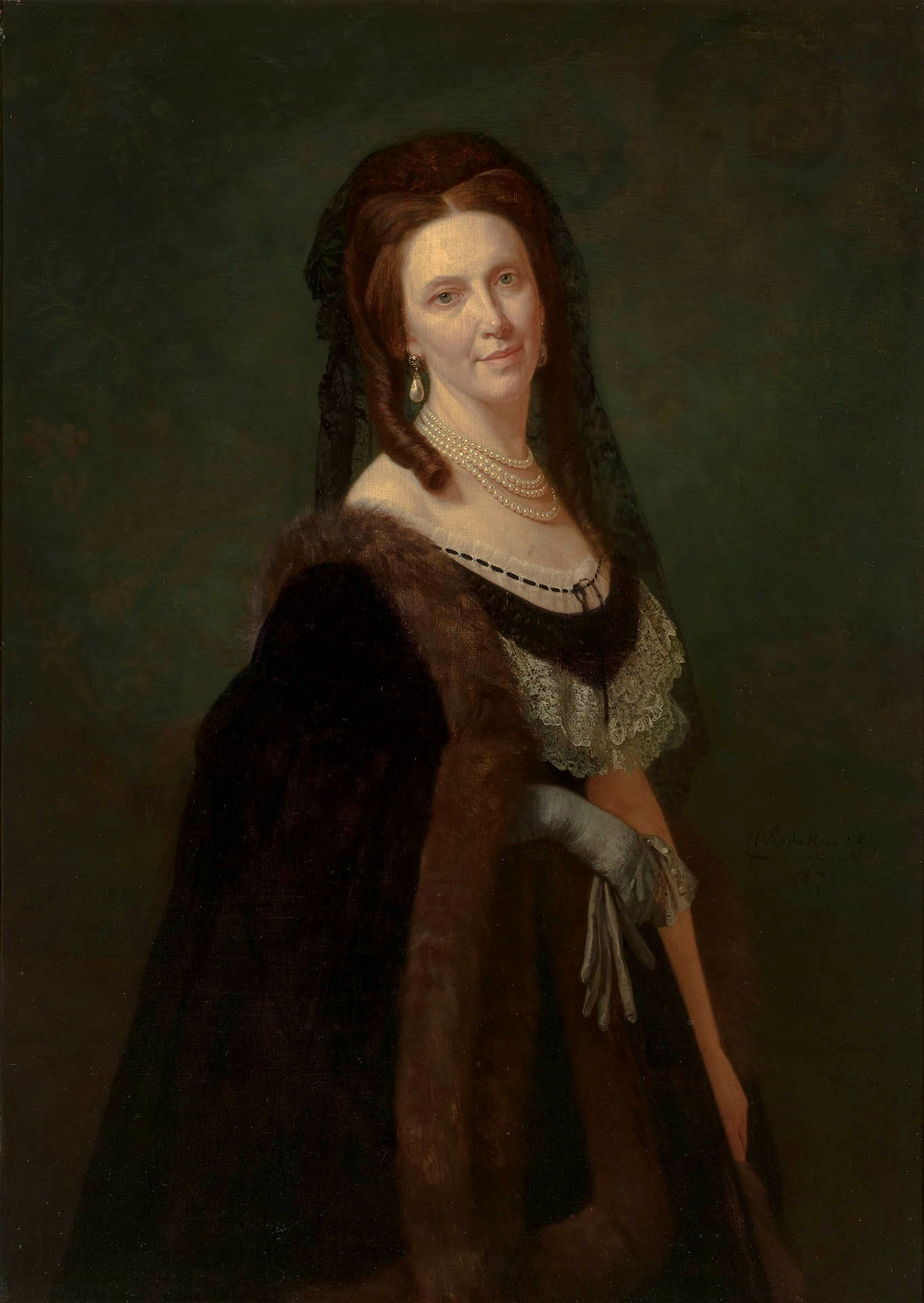
Софія Дідушицька (1830—1904)
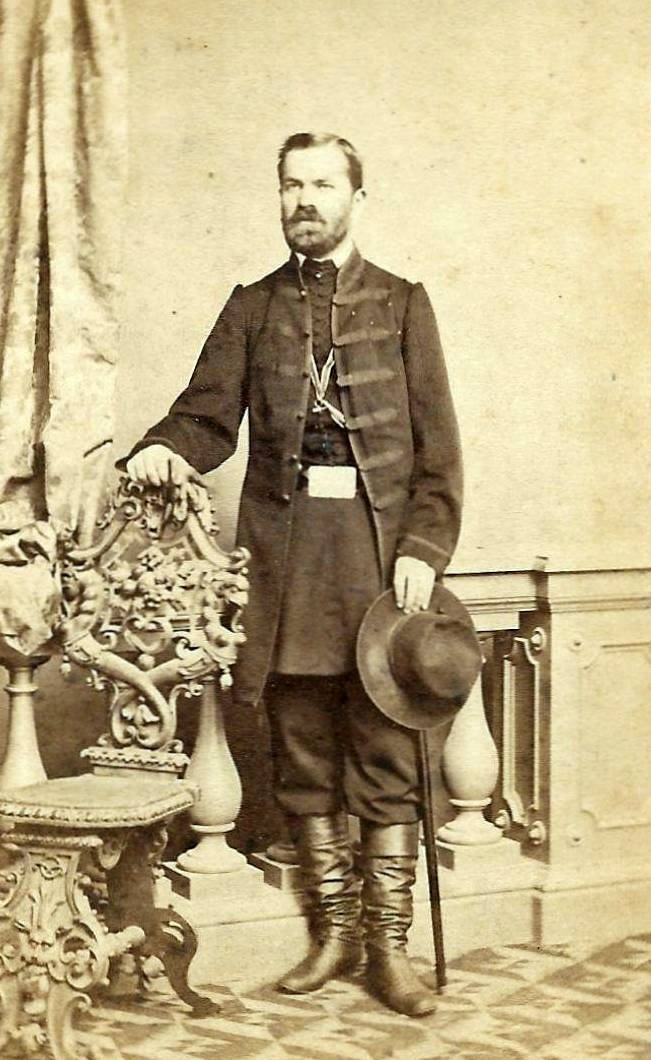
Дідушицький Мечислав Антоній (1832—1872)
Альфонсина Дідушицька (1836—1919)
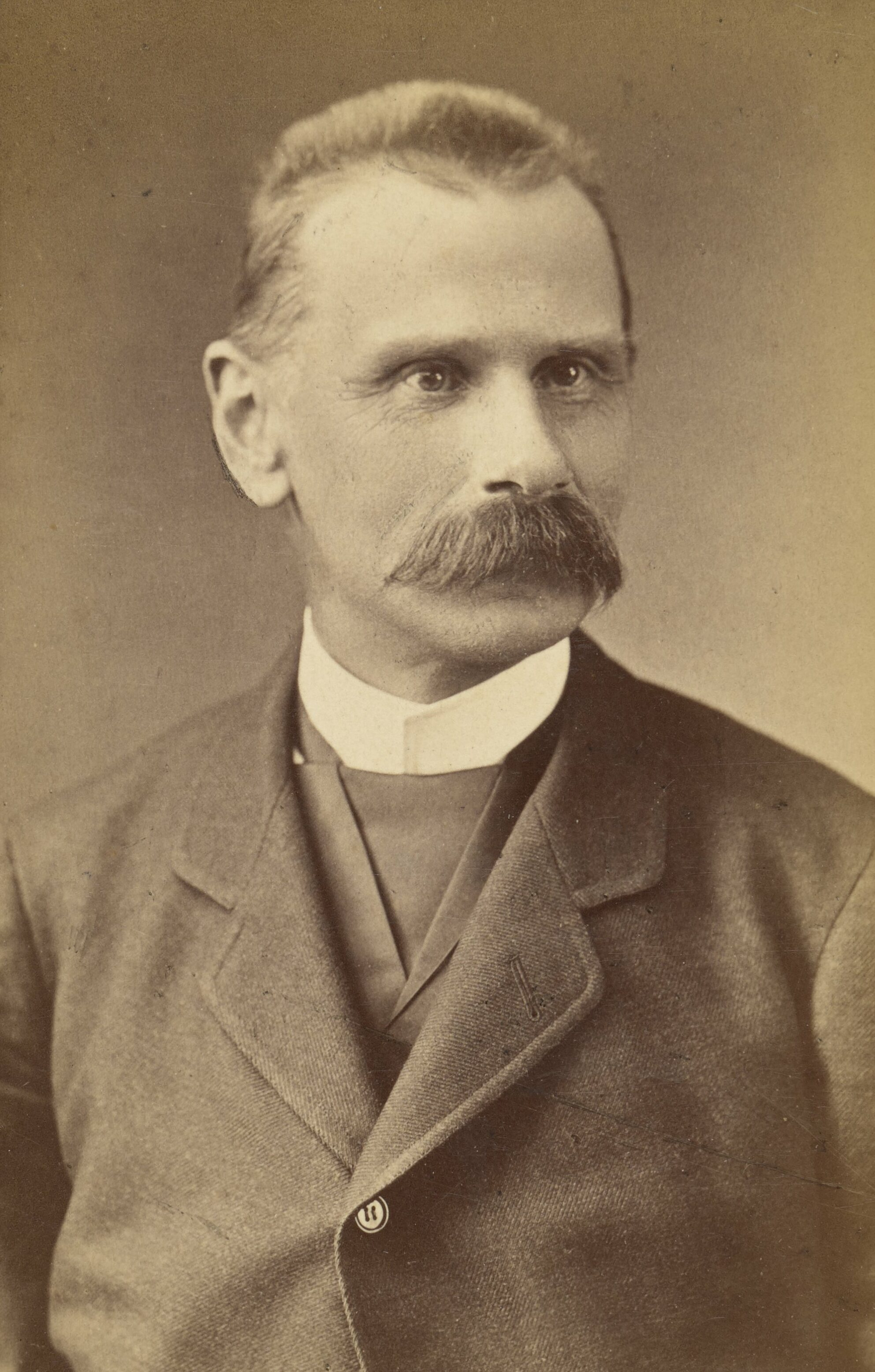
Ісидор Дідушицький[pl] (1842—1888)
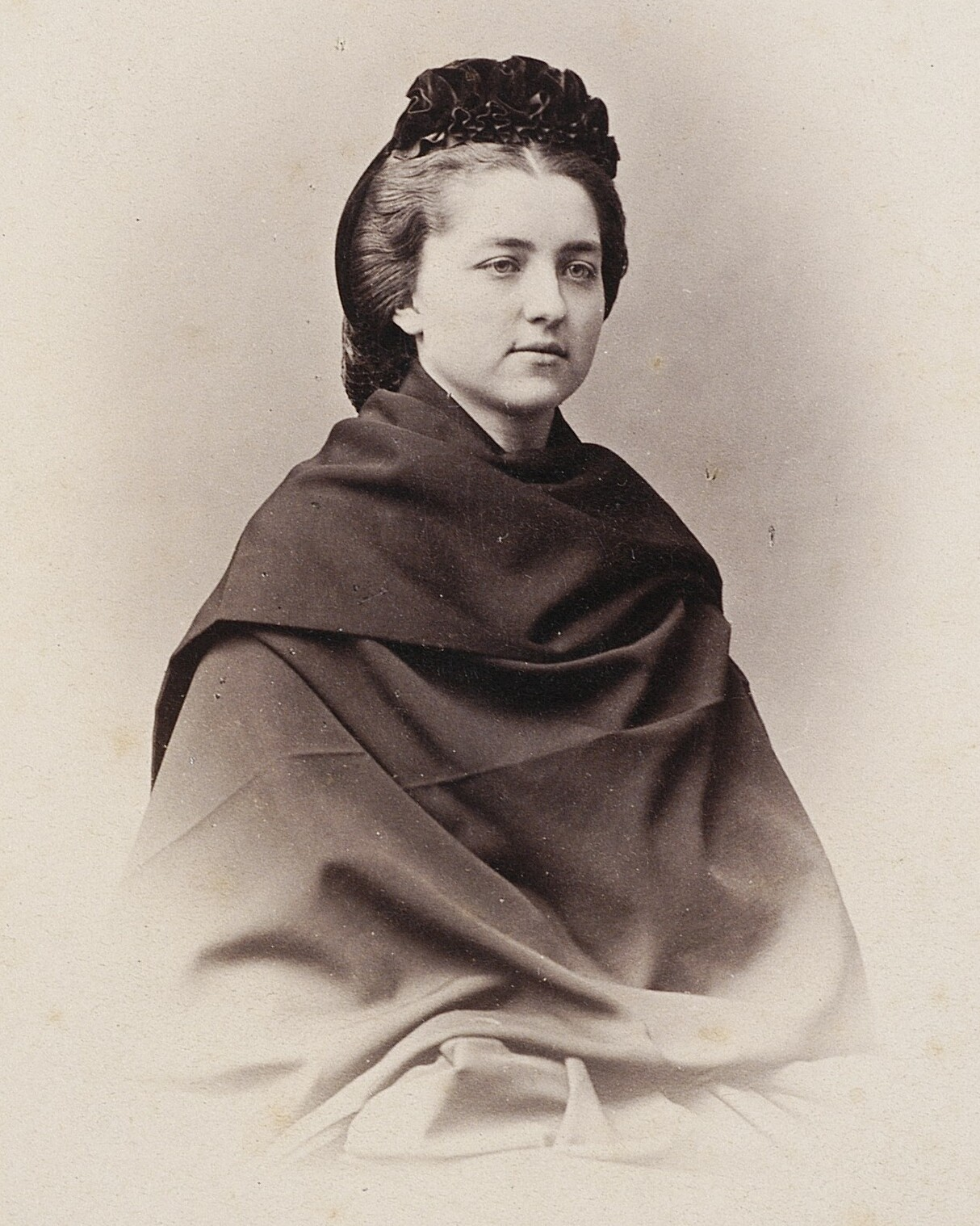
Анастасія Дідушицька[pl] (1842—1890)
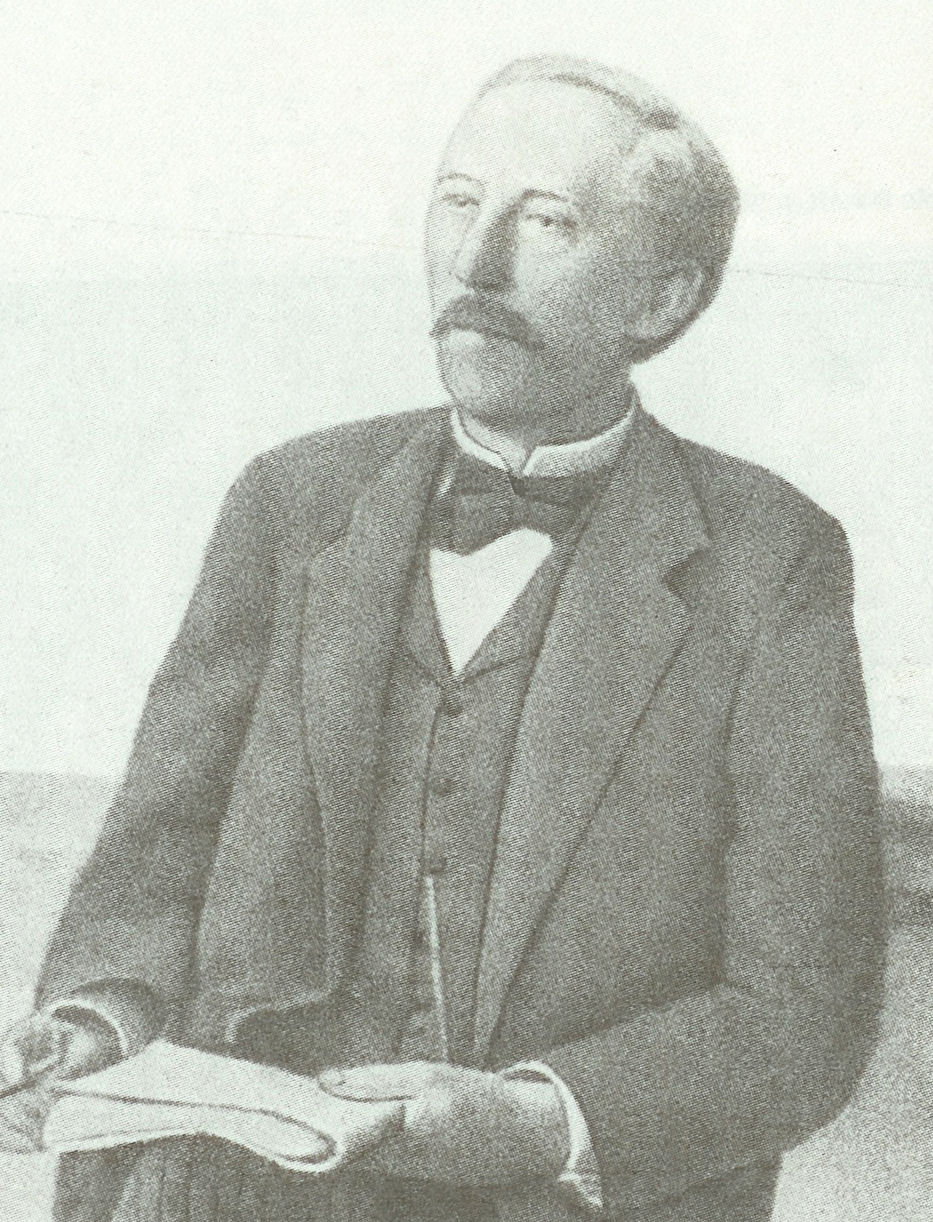
Войцех Дідушицький (1848—1909)
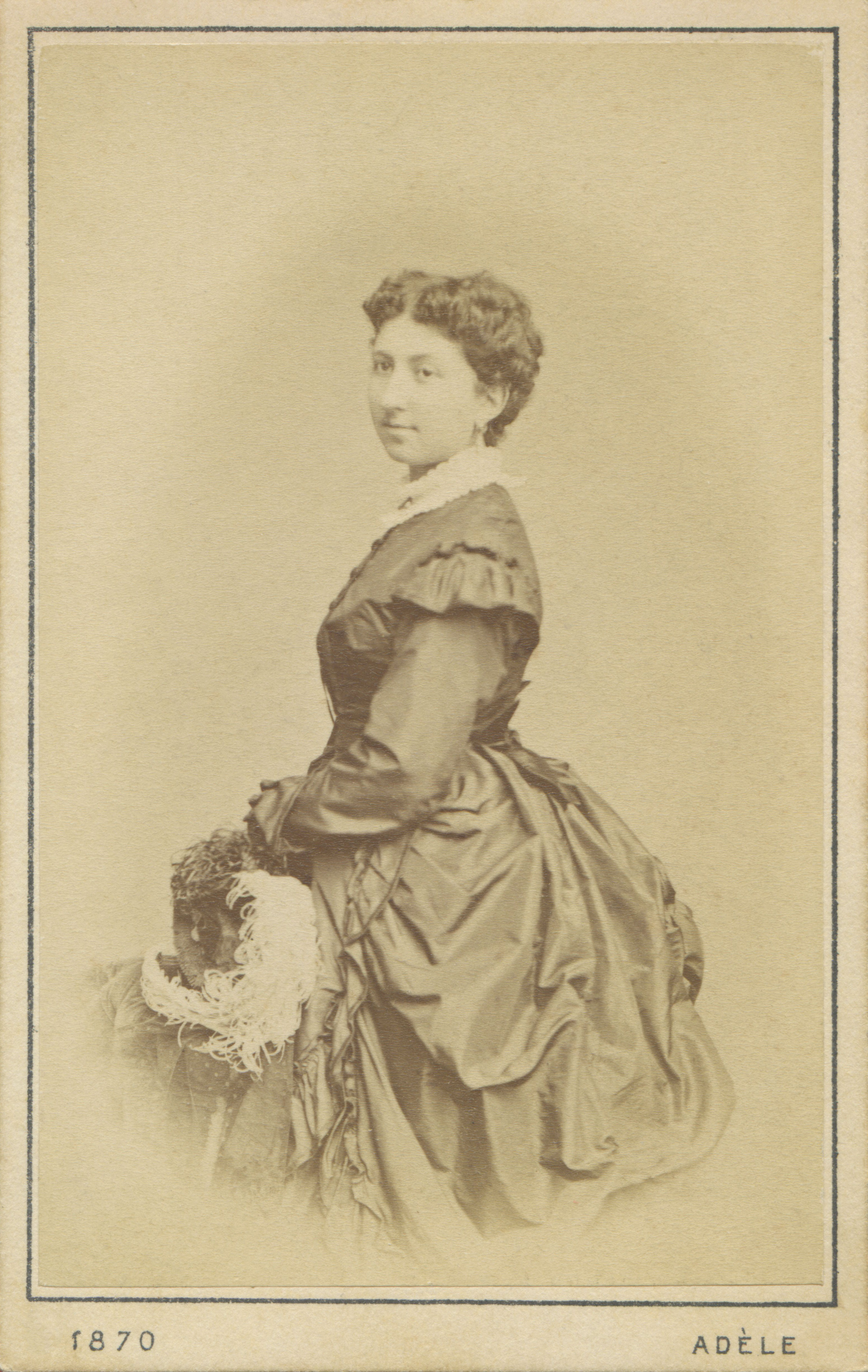
Марія Амелія Осташевська (1851—1918)
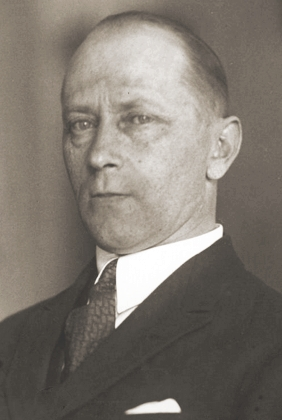
Юлій Дідушицький[pl] (1882—1944)
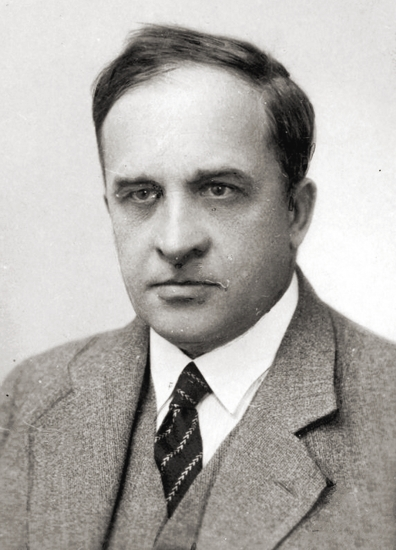
Костянтин Дідушицький[pl] (1884—1964)
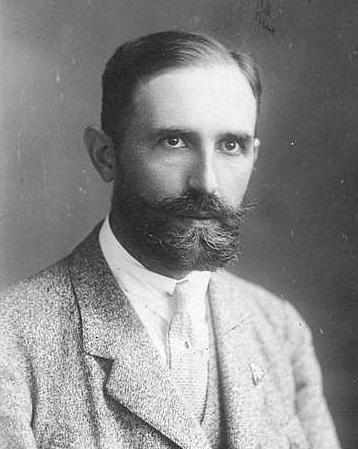
Володимир Дідушицький[pl] (1885–1971)

- Граф Пйотр Анджей Марія Дідушицький[pl] (1946—2014) — почесний академік, Лісівнича академія наук України

### Родовід
- Івашко (Дзядошицький[5]), згаданий 1411 року[1]
- Мись (Мик, Міко), перша дружина невідома, друга — Олександра Балицька
  - Дмитро (з першого шлюбу)
  - Яцько (з І-го); у серпні 1448 в таборі біля Бучача король Казимир IV Ягеллончик надав привілей братам Дмитру та Яцькові з Дідушичів на нову осаду Сатова над річкою Крехів[6], 1458 року викупив своє село Лекчин (Lekczyn) (нині Ліщини) від Юхна Нагваздана[5]
    - Михайло, дружина Катерина Желиборська гербу Сас, дочка Михайла
      - Теодор
      - Анна-Анастасія, дружина Яна Гербурта, а пізніше — Павла Тарла[джерело?]

    - Марія - вийшла заміж 1479 р. за Івана з Рейтаровичів (Rytarowice)[5]
    - Гелена

  - Івашко (з ІІ-го, 1462—1533[джерело?]) — підстароста 1500, підсудок 1512 львівський, 1504 у Сенявського взяв у заставу королівщини Добряни і Луб'яна, 1511 отримав привілей на заснування міста Дідушичі з того села; 1524 отримав Горожану (Horożana), 1533 його сини Микола, Іван, Яків тримали Горожану, Горожанку, Ричагів[7]
    - Яків (†1542/1543), дружина Анна Фредро, донька Францішека з Плешевичів[8]
      - Катерина

    - Микола (†1549) — войський теребовлянський, дружини Анна Вільчинська, Анна Рей
      - Вацлав (†1584), згаданий як «Venceslai Dziedosiczki» серед свідків заповіту молдавського господаря Штефана VII Томші 1564 року;[9] дідич, зокрема, Пустомитів,[10] він та син Юрій (?—1641) були поховані в домініканському костелі Божого Тіла у Львові, їм виготовили надгробки.[11]
        - Станіслав (†1588)
        - Рафаїл, у 1608 році передав[12] власну «реальність» Забава у Львові Станіслав Жолкевському, надав кошти для шпиталю святого Лазаря, для «мансіонару» в каплиці Матері Божої у Львівській латинській катедрі, для костелу Божого тіла, заповіт написав 28 травня 1625 у кам'яниці Яришовській;[13] дружина — Дорота Калиновська
          - Софія, чоловік — Станіслав Журавінський
          - Гелена (1594—1663); черниця

        - Юрій (1575—1641) — шляхтич, урядник та військовик Королівства Польського.
          - Микола-Самійло (†1632) — канонік львівський, пробощ у Куликові
          - Олександр (1600—1653) — любачівський каштелян, дружина — Анна Чурило
            - Микола (†1682), тричі одружувався[14]
              - Станіслав (бл.1662—1724) — жуківський староста, львівський, теребовлянський хорунжий
                - Юзеф Францішек[pl] (1689—1737) львівський хорунжий у 1724—1736 роках.
                  - Жанна (*1719)
                  - Юстина

                - Іван-Петро[pl] (*2.VII.1691—1743) — галицький підчаший[джерело?]
                  - Тадей-Гервазій[pl] (1724—1777)[15] — жуківський староста, галицький підкоморій (1760—1765), чашник великий коронний 1765[15], граф з 22 жовтня 1776[джерело?] (або 1775[15]), заставив Серебринці (Serebryńce) Чацькому 1748 року; дружина Саломея Трембінська[15]
                    - Валерій-Вікторин[pl] (1754—1832), дружини: Юзефа Понінська, Анна Ґловацька
                      - Станіслав-Костка-Антоній-Тадей (1776, Жуків — 1841, Карлсбад) — цісарсько-королівський галицький підкоморій, член Галицького станового сейму 1817, дідич Гвіздця; дружина Маріанна Петруська
                        - Едмунд (1811—1853, Львів) — дідич Гвіздця
                          - Станіслав (*20.VII.1837 †7.IX.1905, Львів)[16]-Олександр[джерело?] — дідич Гвіздця
                          - Кароліна

                        - Олександр Станіслав[pl][16] (1813—1879, Сидорівка) — дідич Сидорівки (Izydorówka) та Дідушичів; дружина Доміцеля Петруська
                          - Жозефа (*Сидорівка 18.XI.1839)
                          - Ольга (*Сидорівка 8.VI.1844)
                          - Ванда (*Сидорівка 3.III.1846)
                          - Северина (*Сидорівка 17.VIII.1852 †1925)
                          - Едмунд (*Сидорівка 8.VIII.1854 †10.III.1914) — дідич Сидорівки
                          - Ісидор[pl][16] (1842—1888, Кульпарків), 12 листопада 1863 року під час наради у готелі «Жорж» поліцією були заарештовані кілька учасників антиросійського повстання 1863—1864 років, зокрема він; дружина Анастасія Єловицька[17].
                          - Марія
                          - Олександра

                      - Анеля
                      - Юлія
                      - Людвік-Бенедикт[16][18] (1778—1851, Медова) — власник маєтку в Загайполі, дружина Доміцеля Бельська, шлюб взяли в Рихтичах
                        - Маврицій Ігнатій Олександр (1813—1877) — письменник, ц.-к. шамбелян 1855[16], посол Галицького сейму[джерело?], власник маєтку Плотича
                          - Август Пій Бенедикт[pl] (з першого шлюбу; *Львів 11.VII.1844 †11.III.1922) — ц.-к. шамбелян 1875, городоцький повітовий староста. Дружина: Марія Амелія Осташевська.
                          - Кароль[pl] (з першого шлюбу; *Львів 7.IX.1847 †Стрий 14.IX.1902) — власник маєтку Сихів (Siechów), дружина Анна Дідушицька
                          - Маврикій Антоній Бенедикт (з першого; *Львів 30.V.1850 †1913)
                          - Домічелла (з першого; *Львів 21.IV.1849); черниця під ім'ям Сланіслава.
                          - Андрій (з першого; *Львів 8.XII.1853 †Аксманичі 6.X.1906)
                          - Томас (з першого; *Львів 21.XII.1854 †Львів 17.IX.1907)
                          - Клеменс Міхаїл Кристіян (з другого; *Львів 26.VII.1856 †25.V.1925)
                          - Анна (*Львів 26.VII.1860 †1944)
                          - Анієла
                          - Франциск Ксавері

                        - Едвард Юліан[pl] (*Medów 17.II.1818 †Львів 6.VIII.1880) 
                          - Михайло (*Плотича 22.IX.1851 †Краків 29.V.1902)
                          - Йозеф (*Львів 1857)
                          - Леон Маріан (*Будилів 11.VI.1858 †Краків 14.V.1896)
                          - Домічелла (*Будилів 9.XI.1861)
                          - Антоні (*Львів 1873); психічно хворий
                          - Зигмунт
                          - Марія (*Львів 12.IV.1854 †Львів 23.I.1904)

                        - Зигмунт
                        - Вацлав
                        - Єлизавета
                        - Зофія;
                        - Жозефа
                        - Констанція

                      - Емілія (*14.XI.1802 †2.II.1832)

                    - Антоній-Баптист-Базилій[pl] (*Псари 16.I.1757 †Миропіль 11.XII.1817) — дідич Мирополя, помер у містечку та був похований у крипті місцевого костелу[19][20]
                      - Генрик Северин Ігнацій (1795—1845) — поміщик, промисловець, засновник цукроварні в Тлумачі[21] дружина Теодозія
                        - Амелія Генріка Маріанна (*Львів 24.II.1837)
                        - Михайло (*Тлумач 11.VIII.1839 †Tüchern, Штирія 6.XI.1895)
                          - Маврицій (*Флоренція 9.XI.1872 †12.II.1947);

                        - Генріка
                        - Марія

                      - Ігнатій (†1828), підтверджено титул графа 25.III.1821
                      - Анна

                    - Людвіка Урсула (*1759 †1829, Краків)
                    - Гелена (*1759 †XI.1848)
                    - Юстина Модеста (*1761 †30.VI.1844, Дрезден)
                    - Магдалена Катажина (*1762 †11.V.1847); × [1783; rozwiedzeni 1817] Ignacy hr. Morski (†1819)
                    - Вавжинець[pl] (1772—1836); австрійський камергер, підтвердження титулу графа у Королівстві Польському 25 березня 1821 року.
                      - Тит (*29.XI.1796 †Яблунів 5.IV.1870) 
                        - Флорентина Марія (*Львів 28.V.1844 †1922)

                      - Євген (*15.II.1801 †Краків 6.III.1857)
                        - Ванда Ірена Марія Констанція (з першого шлюбу; *15.XII.1829); × [20.IX.1855] Рафал Коритовський (†Відень 22.X.1866)
                        - Мечислав Антоній (з першого шлюбу; *Корнів 18.I.1832 †Корнів VI.1872); × [Краків 9.VI.1860] Пауліна Ратайська[pl] (†Краків 29.IX.1892) [батько: Валенті Ратайський; мати: Йоанна Гурська]
                        - Гелена (*1837)
                        - Євгенія

                      - Евеліна
                      - Хенрика

                    - Паула Клотільда (1775—1799)
                    - Юзеф Каласантій (1776—1846) — засновник Поторицької бібліотеки
                      - Володимир (1825—1899) — польський граф, меценат, колекціонер, природознавець, політичний діяч
                        - Клементина (*Львів 12.VII.1855 †1929)
                        - Анна (*Пеняки 8.V.1859 †1917)
                        - Марія (*Львів 8.VII.1863 †1941)

                  - Адам (*1725)
                  - Йозеф (*1726)
                  - Домінік-Гераклій (*24.IX.1727 †1804, Дідушичі)
                    - Андрій-Северин
                      - Казимир-Адам-Фридерик[pl] (1812—1885)
                        - Станіслав Костка (*Львів 2.I.1837 †Львів 13.VIII.1881)
                          - Зофія Ружа (*Львів 11.III.1873)
                          - Анна Казимира (*Львів 2.XII.1880 †Краків 1970)
                          - Адам (*1866); австрійський камергер

                        - Тадеуш Петро (1841—1918) — депутат Галицького сейму, зять Дідушицького Володимира
                          - Роза Марія Романа Клементина (*Відень 29.II.1880 †Jarosław 19.XI.1964)
                          - Павло Петро (*Neuwaldegg 19.V.1881 †1951)
                          - Клементина (*Неслухів 5.X.1883 †Краків 29.II.1968); черниця
                          - Володимир[pl] (*Львів 10.V.1885 †Варшава 9.IX.1971)
                          - Станіслав (*Львів 15.XI.1888 †17.XI.1960)
                          - Марія Ружа (*Неслухів 11.II.1893 †Walewice k. Łowicza 24.X.1918) × [Львів 9.I.1918] Станіслав Грабінський
                          - Казимир (*Неслухів 3.I.1899 †3.XI.1924)

                    - Полікарп Іван (з першого шлюбу; *1757 †p. 1773)
                    - Стефан Сильвестер (з першого шлюбу; *1759 †p. 1800)
                    - Антоні Юзеф (з другого шлюбу; *1768 †1792); × Констанція Броневська
                      - Юлія

                    - Миколай Адам[pl] (з другого шлюбу; *1769 †Sokołów 2.VIII.1795) — публіцист
                    - Юзеф (з другого шлюбу; *1771)
                    - Каєтан-Іван (з другого шлюбу; *12.VII.1772 †2.XII.1842, Єзупіль)
                      - Ізабела Ельжбета (*4.II.1819 †Jabłonów 25.XII.1893); × [10.IX.1837] Tytus hr. Dzieduszycki (*29.XI.1796 †Jabłonów 5.IV.1870)
                      - Юліуш (*1817 †1885)*  — дідич Ярчівців, любитель конярства[22], балаґур; дружина: Зофія Бобрувна
                      - Владислав[pl] (*11.VII.1821 †Відень 10.X.1866)
                        - Марія
                        - Войцех (*Єзупіль 1848 †в радянському ув'язненні 13.IV.1940) — археолог, драматург, історик, літератор, міністр Галичини (1906—1907), парламентарій, професор Львівського університету, публіцист, філософ
                          - Антоніна Марія (*Єзупіль 23.IV.1874); × [Відень 25.I.1902] Конрад Лущевський
                          - Якуб Владислав[pl] (1875—1940), помер в радянському ув'язненні

                    - Ян Кароль (з другого шлюбу; *27.I.1774 †Hołorusawa 12.II.1856)
                      - Олександр; священик
                      - Іван (*9.VII.1815 †Львів 26.XII.1889)
                        - Мартин Ігнасій (*Сихів 11.XI.1840)
                        - Фелікс Юзеф (*Сихів 13.I.1844 †Lwów 21.VI.1897)
                        - Гелена (*Hołorusawa 22.III.1872)
                        - Анна Елеутерія (*Сихів 18.IV.1847)
                        - Адам (*1848)
                        - Маріан Юзеф Мікола Олександр (*Сихів 12.IX.1853)
                        - Ядвіга (*Сихів 1.XI.1855)

                      - Гелена; × Теодор гр. Потоцький

                    - Текла Юлія (з другого шлюбу; *1775); × [1790] Юзеф Вісоцький
                    - Ігнасій Томаш (з другого; *1777 †1841); × [1811] Анна гр. Ланкоронська
                      - Альфонс (*1812); × Агнешка Кунашовська
                      - Ідалія
                      - Феліція (*17.IV.1816 †Львів 27.XI.1899)

                    - Маріанна (z drugiego; *1778 †1863)
                    - Франциска (z drugiego; (1783 †852)

                  - Урсула (*1729 †1783)
                  - Магдалена (*1739 †1800); черниця

                - Барбара Людвіка; × Ян Чаба
                - Юстина
                - Ізабела

              - Гелена (з другого шлюбу)

            - Ефросина, дружина брацлавського каштеляна Миколая Стемпковського
            - Франциск Ян (1640—1704) — київський каштелян[23]
              - Юрій Станіслав (1670—1730) — конюший великий коронний
              - Розалія
              - Саломея (*1679) — друга дружина Войцеха М'ясковського[24]
              - Маріанна (†1711)
              - Ефросина, дружина Владислава Скарбека
              - Людвіка, дружина бірецького старости Яна Даниловича
              - Петронелла; черниця

          - Єлизавета
          - Анна
          - Зофія Констанція, черниця

        - Анна (†1616) — дружина Костянтина Корнякта
        - Катерина, дружина Миколая Нарайовського
        - Зофія
        - Варвара
        - Христина

      - Варвара, дружина Петра Боратинського[25]
      - Катерина

    - Ян (†1552), бездітний; дружина — Анна Дубравська
    - Варвара

  - Сенько (з другого шлюбу)

## Палаци Дідушицьких

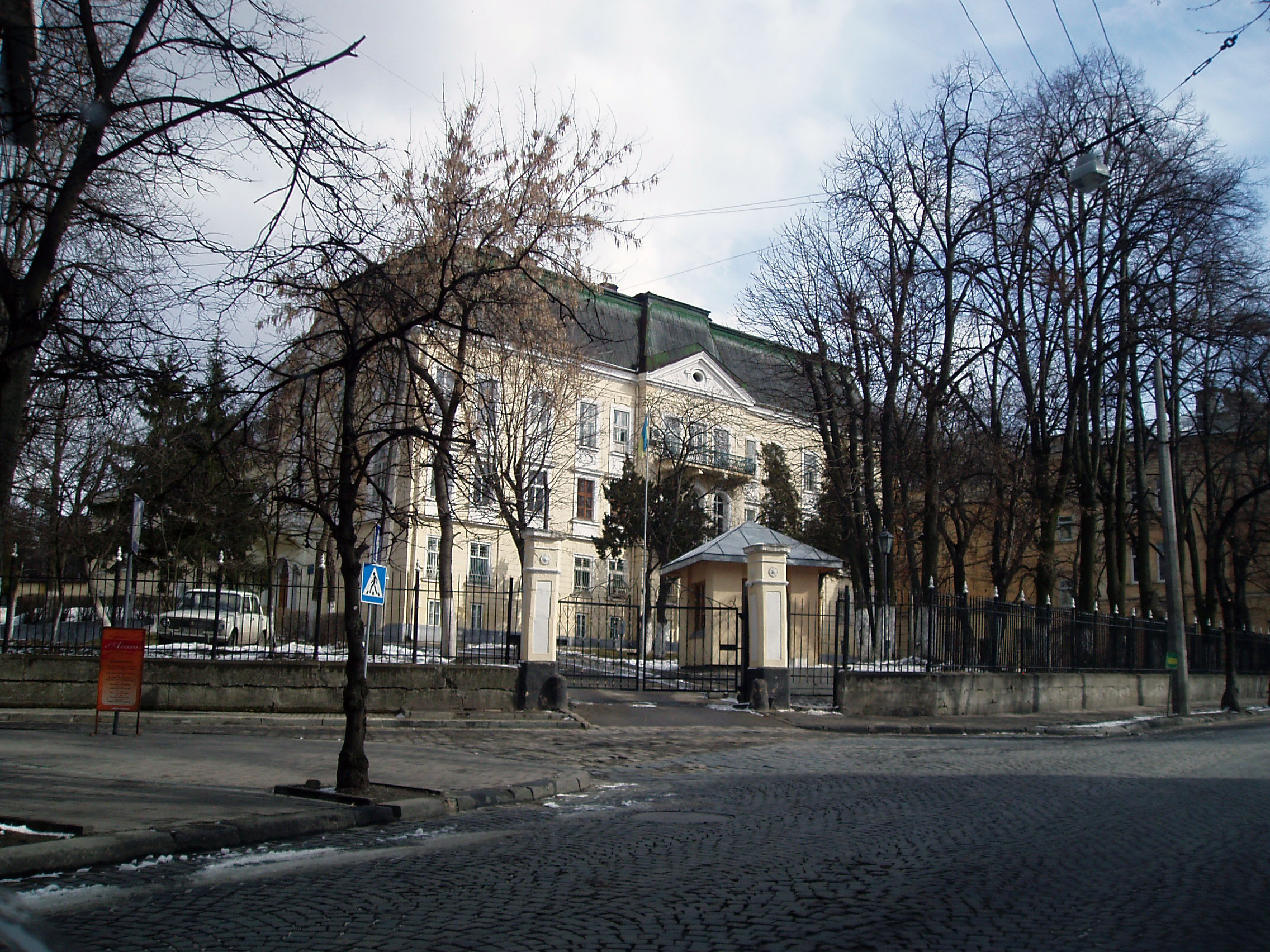
Палац Дідушицьких на вул. Лисенка (Львів)
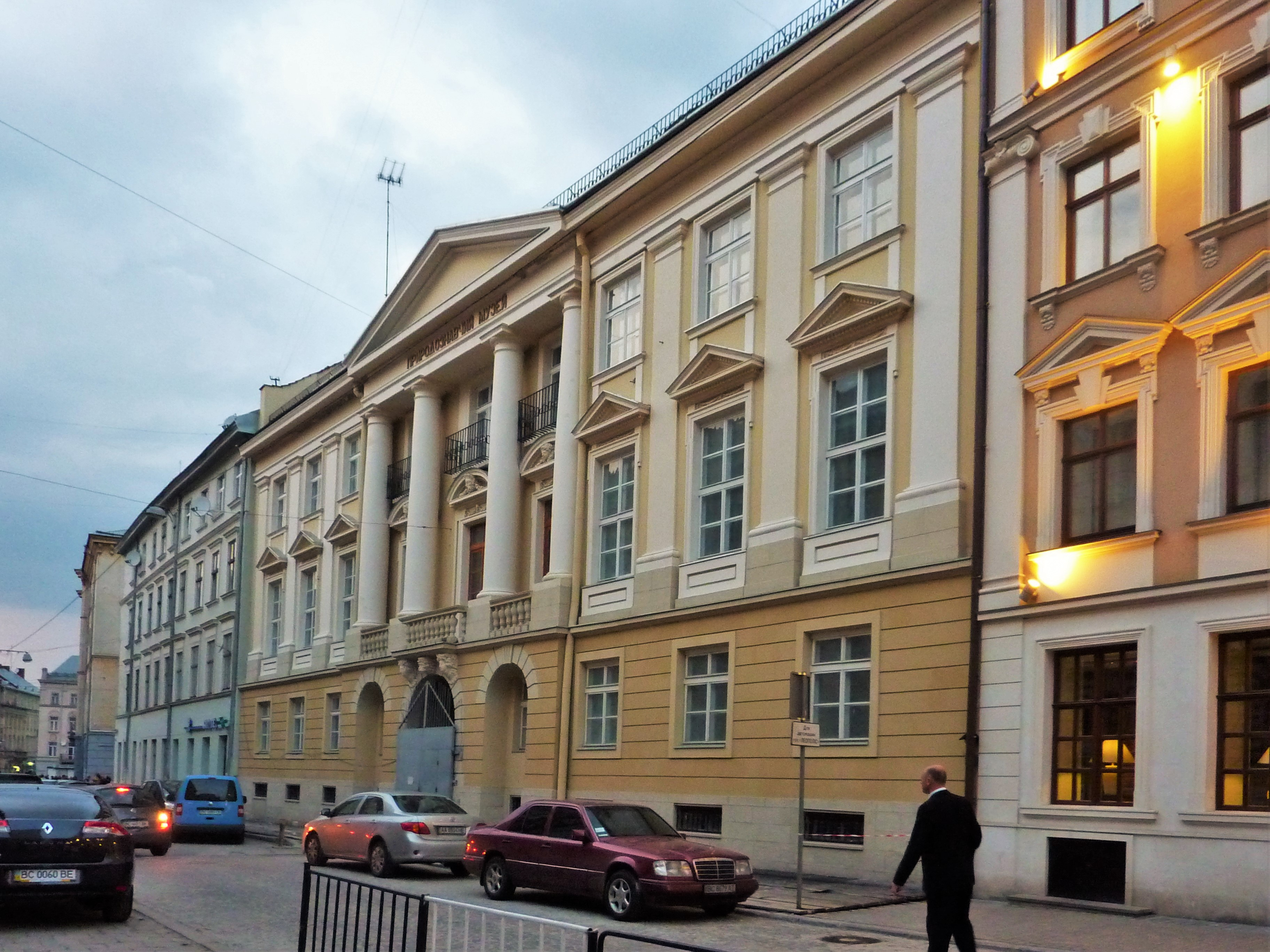
Палац Дідушицьких. Державний природознавчий музей (Львів)
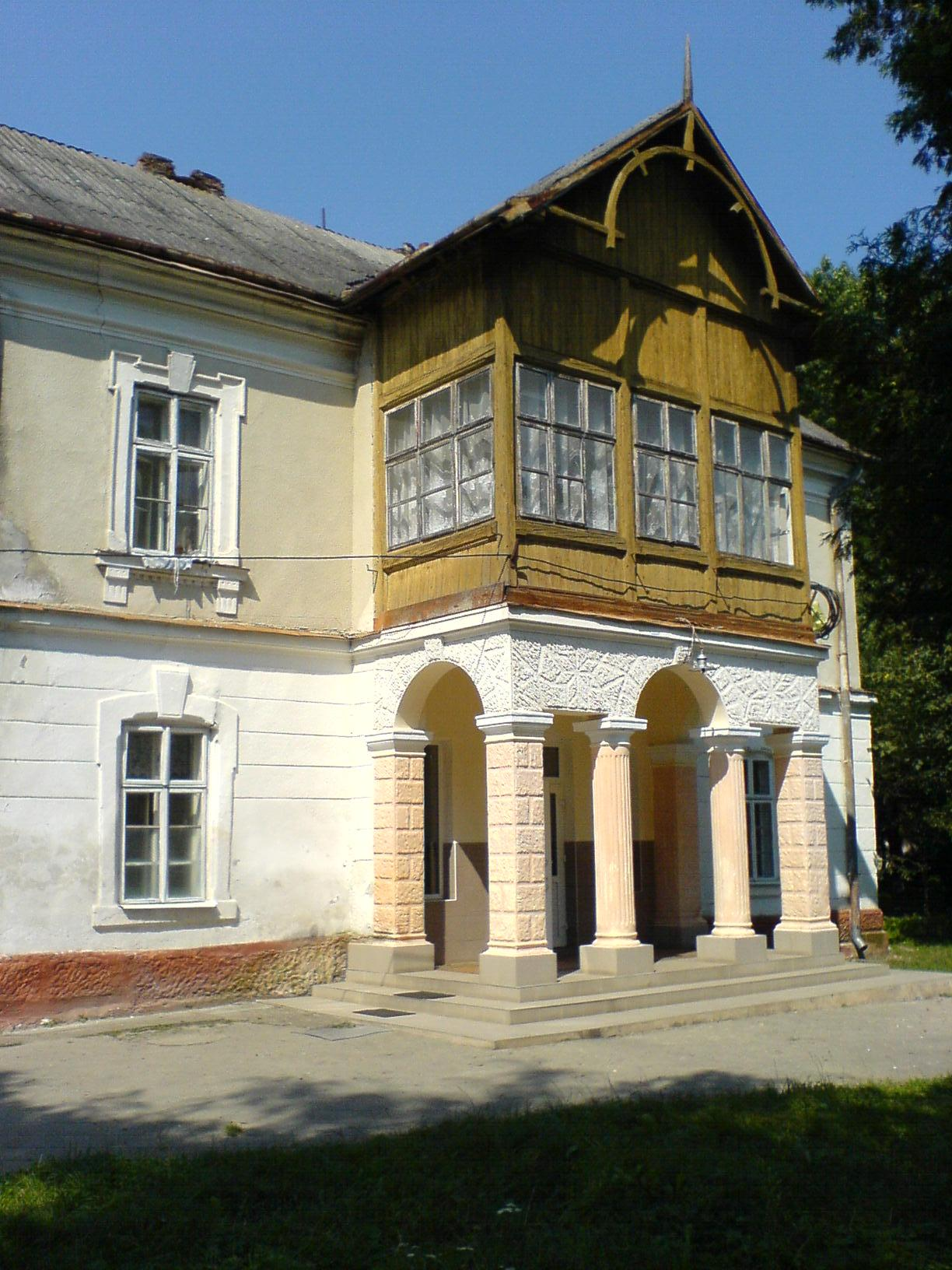
Палац Дідушицького в Єзуполі
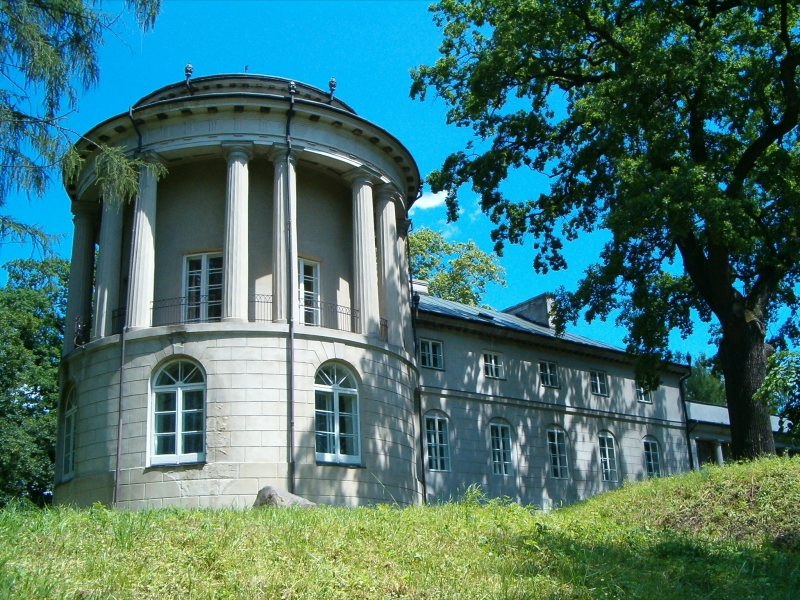
Палац Дідушицьких Заріччя (Польща)
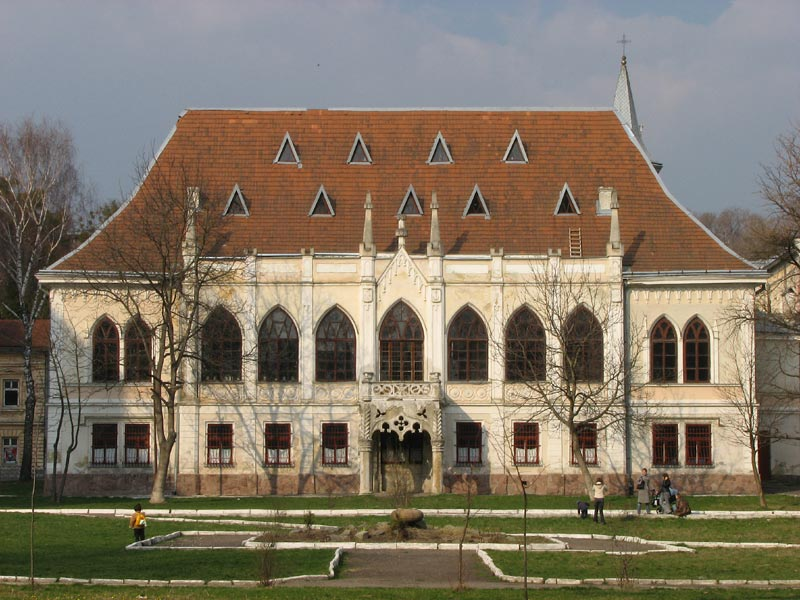
Замовник: Генрик Дідушицький. Палац Туркулів-Комелло
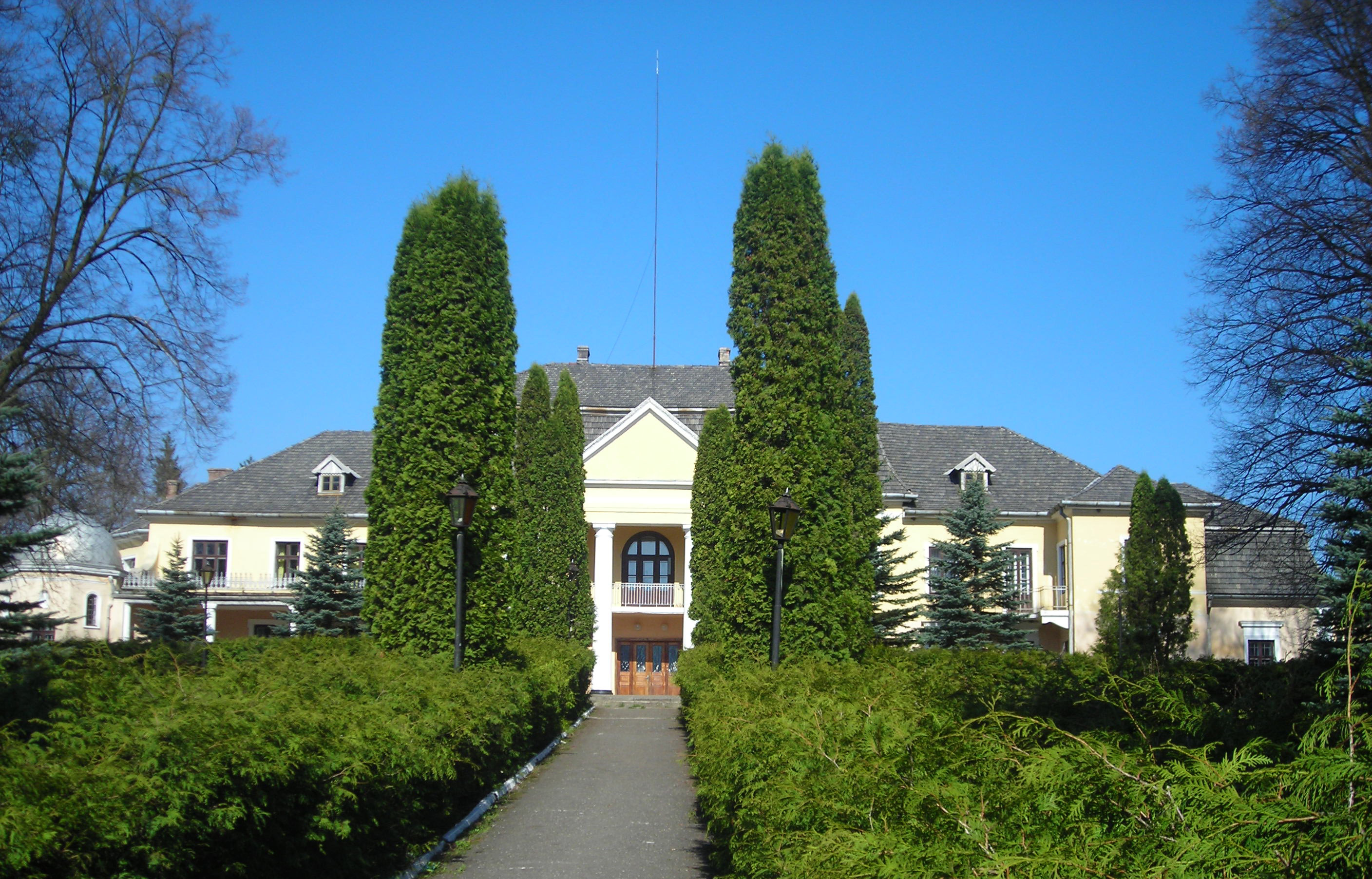
Палац Дідушицьких у Неслухові